# Río Aguas Calientes
Río Aguas Calientes är ett vattendrag i Bolivia.   Det ligger i departementet Santa Cruz, i den östra delen av landet, 600 km öster om huvudstaden Sucre.
I omgivningen kring Río Aguas Calientes växer i huvudsak lövfällande lövskog. Området är nästan obefolkat, med mindre än två invånare per kvadratkilometer.